# Jaba Dvali
Jaba Dvali (n. 8 februarie 1985) este un fotbalist georgian care în prezent evoluează la clubul Dacia Chișinău.

### Club
- Dinamo Tbilisi
  - Liga Georgiană Premier: 2004–05, 2012–13
  - Cupa Georgiei: 2003–04
  - Supercupa Georgiei: locul 2, 2013–14
- Zestafoni
  - Liga Georgiană Premier: 2010-11, 2011-12
  - Cupa Georgiei: 2012–13, subcampion 2011–12
  - Supercupa Georgiei: 2011–12
- Dacia Chișinău
  - Sub-campion al Diviziei Naționale a Moldovei: 2007–08, 2008–09
  - Sub- Campionatul Cupei Moldovei: 2008–09
- Qarabağ
  - Liga Azerbaidjană Premier: 2013–14